# Andrzej Lepper
Andrzej Lepper (Główczyce, 13 giugno 1954 – Varsavia, 5 agosto 2011) è stato un politico polacco.

## Biografia
Fondatore del partito politico Autodifesa della Repubblica Polacca, è stato vice Presidente del Consiglio e ministro dell'agricoltura nei governi guidati da Kazimierz Marcinkiewicz (dal maggio al luglio 2006) e Jarosław Kaczyński (dal luglio al settembre 2006 e dall'ottobre 2006 al luglio 2007).
Si è candidato più volte alle elezioni presidenziali: nel 1995 (1,3% dei voti), nel 2000 (2,0%), nel 2005 (15,1%) e nel 2010 (1,3%).